# La Liga 1955-1956
Statisticile pentru sezonul La Liga 1955–56.
La acest sezon au participat următoarele cluburi:
| - Athletic Bilbao - Atlético Madrid - FC Barcelona - Celta Vigo - Cultural Leonesa - Deportivo Alavés - Deportivo La Coruña - RCD Espanyol |  | - Hércules CF - UD Las Palmas - Real Madrid C.F. - Real Murcia - Real Sociedad - Real Valladolid - Sevilla FC - Valencia CF |

## Clasament
| Poziție | Club                | Meciuri jucate | V  | E | Î  | GÎ | GP | Puncte | A   | Comentarii                       |
| ------- | ------------------- | -------------- | -- | - | -- | -- | -- | ------ | --- | -------------------------------- |
| 1       | Athletic Bilbao     | 30             | 22 | 4 | 4  | 79 | 31 | 48     | 48  | Champion of La Liga              |
| 2       | FC Barcelona        | 30             | 22 | 3 | 5  | 67 | 26 | 47     | 41  |                                  |
| 3       | Real Madrid C.F.    | 30             | 18 | 2 | 10 | 81 | 39 | 38     | 42  |                                  |
| 4       | Sevilla FC          | 30             | 17 | 2 | 11 | 75 | 44 | 36     | 29  |                                  |
| 5       | Atlético Madrid     | 30             | 14 | 5 | 11 | 75 | 49 | 33     | 26  |                                  |
| 6       | Valencia CF         | 30             | 13 | 6 | 11 | 58 | 50 | 32     | 8   |                                  |
| 7       | RCD Espanyol        | 30             | 14 | 3 | 13 | 50 | 56 | 31     | -6  |                                  |
| 8       | Real Sociedad       | 30             | 11 | 8 | 11 | 48 | 53 | 30     | -5  |                                  |
| 9       | Real Valladolid     | 30             | 13 | 4 | 13 | 52 | 55 | 30     | -3  |                                  |
| 10      | Celta Vigo          | 30             | 12 | 3 | 15 | 52 | 75 | 27     | -23 |                                  |
| 11      | UD Las Palmas       | 30             | 11 | 4 | 15 | 49 | 60 | 26     | -11 |                                  |
| 12      | Deportivo La Coruña | 30             | 11 | 4 | 15 | 60 | 80 | 26     | -20 |                                  |
| 13      | Real Murcia         | 30             | 10 | 5 | 15 | 46 | 66 | 25     | -20 | Retrogradată în Segunda División |
| 14      | Deportivo Alavés    | 30             | 9  | 6 | 15 | 49 | 73 | 24     | -24 | Retrogradată în Segunda División |
| 15      | Cultural Leonesa    | 30             | 5  | 4 | 21 | 34 | 65 | 14     | -31 | Retrogradată în Segunda División |
| 16      | Hércules CF         | 30             | 5  | 3 | 22 | 33 | 86 | 13     | -53 | Retrogradată în Segunda División |